# Elvis (1990)
Elvis is een korte film uit 1990 van de Belgische regisseur Benoît Mariage in samenwerking met de RTBF.

## Verhaal
Het is een portret van een jonge Elvis fan.

## Gegevens
- Speellengte: 9 minuten
- Taal: Frans
- Kleur: kleur
- Film: 16 mm